# 3-Banken-Gruppe
Bei der 3-Banken-Gruppe handelt es sich um einen losen, 1997 entstandenen Zusammenschluss von drei österreichischen Kreditinstituten.
Die Bank für Tirol und Vorarlberg betreut den Westen Österreichs, die BKS Bank AG den Süden und die Oberbank die nördlichen Bundesländer Oberösterreich, Niederösterreich und Salzburg. In Wien ist jede dieser drei Banken vertreten. Die Banken betreiben außerdem Filialen in Deutschland, der Slowakei, Slowenien, Tschechien, Ungarn und der Schweiz. Daneben bestehen Repräsentanzen der BKS Bank AG in Italien und Kroatien.
Die Banken sind gegenseitig am Kapital der jeweils anderen Banken beteiligt und nutzen ein gemeinsames Corporate Design, sind aber dennoch voll eigenständig.
Rund 4.100 Mitarbeiter sind in der 3-Banken-Gruppe beschäftigt. Die Bilanzsumme beträgt gemeinsam ca. 34,2 Mrd. Euro (2014).